# Нонтабури
Нонтабури (тај. นนทบุรี) је главни град истоимене провинције у централном региону Тајланда. Налази се 20 километара северно од Бангкока и припада његовом ширем подручју. Лежи на реци Чао Праја.
Године 2007. град је имао 404.805 становника, и по томе је други највећи град земље.

## Становништво
| Година       |
| Становништво |
| ------------ |